# (5988) Gorodnitskij
(5988) Gorodnitskij ist ein Asteroid des Hauptgürtels, der am 1. April 1976 vom  sowjetisch-russischen Astronomen Nikolai Stepanowitsch Tschernych am Krim-Observatorium (IAU-Code 095) in Nautschnyj, etwa 30 km von Simferopol entfernt, entdeckt wurde.
Der Asteroid wurde nach dem sowjetischen und russischen Dichter und Sänger Alexander Moissejewitsch Gorodnizki (* 1933) benannt, der als Liedermacher bekannt geworden ist und dessen künstlerisches Schaffen teilweise der Samisdat-Literatur zuzurechnen ist.
Der Asteroid gehört zur Eunomia-Familie, einer nach (15) Eunomia benannten Gruppe, zu der vermutlich fünf Prozent der Asteroiden des Hauptgürtels gehören.